# Kinetoskias beringi
Kinetoskias beringi is een mosdiertjessoort uit de familie van de Bugulidae. De wetenschappelijke naam van de soort is voor het eerst geldig gepubliceerd in 1953 door Kluge.